# Ombudsmannen mot etnisk diskriminering
Ombudsmannen mot etnisk diskriminering (DO) var åren 1986-2008 en svensk statlig förvaltningsmyndighet med uppdrag att motverka etnisk diskriminering. Med etnisk diskriminering avsågs diskriminering på grund av etnisk tillhörighet, religion eller annan trosuppfattning. Den lagstiftning som styrde verksamheten var svensk lagstiftning mot etnisk diskriminering, FN-konventioner och EU-direktiv. Myndighetens uppgifter fördes över den 1 januari 2009 till Diskrimineringsombudsmannen.

## Chefer för myndigheten
- Peter Nobel 1986-1992
- Frank Orton 1992-1998
- Margareta Wadstein 1998-2004 (†)
- Anna Theodora Gunnarsdóttir (tillförordnad efter ordinarie DO:s frånfälle i september 2004)
- Katri Linna 2005-2008

## Myndighetens arbetssätt
DO arbetade med anmälningar från enskilda individer och med tillsyn av hela verksamheter. DO utredde anmälningar, gav juridiska råd och hade även möjlighet att driva enskilda fall i domstol. Myndigheten undersökte mönster av etnisk diskriminering i samhället och granskade hur olika branscher följde diskrimineringslagstiftningen.
DO arbetade även med utbildning, checklistor och andra åtgärder för att motverka diskriminering, både på eget initiativ och på uppdrag. Myndigheten utövade bland annat tillsyn av högskolor och universitet gällande lagstiftningen mot etnisk diskriminering, föreläste och deltog i konferenser och seminarier, gav utlåtanden till statliga utredningar och föreslog lagstiftning. Viss del av arbetet skedde i samarbete med till exempel de andra ombudsmännen, HO, HomO och JämO. Samtliga dessa ombudsmän gick den 1 januari 2009 upp i Diskrimineringsombudsmannen.

## Uppmärksammade rättsfall
Muslimer uppmanas strängt i Koranen att inte skaka hand med icke-släktingar av motsatt kön, att inte se dem länge i ögonen, och att inte befinna sig i samma rum på tu man hand med dem. Detta för att undvika orena tankar, och frestas till sinnlighet och intimitet. Detta betraktas ibland av svenskar som respektlöst och tolkas (i de fall det är en muslimsk man som vägrar handhälsa) som nedlåtande kvinnosyn, och man misstolkar det som att mannen betraktar kvinnan som oren i fysikalisk mening. Det har bland annat gett upphov till nekad anställning, och därmed flera uppmärksammade diskrimineringsärenden:  
- En muslimsk man i Älmhult avböjde, med åberopande av religiösa skäl, att ta en kvinna i hand utan hälsade genom att lägga sin hand på sitt bröst. Han fick därmed ingen praktikplats på kvinnans arbetsplats och Arbetsförmedlingen beslutade att frånta honom hans plats på ett arbetsmarknadspolitiskt program och hans aktivitetsersättning. DO yrkade på skadestånd på 120 000 kronor plus ersättning för utebliven aktivitetsersättning.[2] Mannen tilldömdes ett skadestånd på 60 000 kronor från Arbetsförmedlingen, med hänvisning till att religionsfrihet bara får inskränkas om det finns starka skäl.[3]
- Denna dom påverkade ett beslut 2013 av Trollhättans kommun att ge skadestånd på 30 000 kronor till en man som nekats praktikplats för att ha vägrat handhälsa på en kvinnlig chef, och att ge en skriftlig varning till kvinnan för att inte ha följt kommunens mångfaldsplan. Kommunen hann aldrig sända anmälan till DO innan beslutet, och beslutet att varna kvinnan har kritiserats bland annat av fackliga företrädare, en professor i arbetsrätt samt skeptikerrörelsen.[4][5]
- En muslimsk kvinna nekades vård när hon vägrade att ta en manlig läkare i Malmö i hand, utan istället la handen mot sitt bröst och nickade som hälsning. Hon tilldömdes skadestånd.[6]